# Visayas
Les Visayas són un dels tres grups d'illes de les Filipines, juntament amb Luzon i Mindanao. El grup de les Visayas està format per diverses illes i conforma la part central de l'arxipèlag filipí. Es diu que el nom espanyol de Visayas, conservat així mateix en anglès (que en cebuà i waray-waray es diu Kabisay-an i en tagàlog Kabisayaan), prové de l'antic imperi Srivijaya, originari de l'illa de Sumatra, que va governar la regió entre els segles xii i xiii. Les illes principals són, d'oest a est:
- Panay
- Negros
- Cebú
- Bohol
- Leyte
- Samar

Des del 2005, hi ha un projecte de llei del Parlament perquè la província insular de Palawan, la més occidental de l'estat filipí, que solia estar adscrita al grup de Luzon, passi administrativament de la Regió VI o de les Visayas Occidentals; de moment, però, el canvi encara no s'ha portat a la pràctica.

## Regions i províncies
Administrativament, les Visayas es divideixen en 3 regions, alhora subdividides en 16 províncies.
- Visayas Occidentals o Regió VI. Comprèn l'illa de Panay i la meitat occidental de la de Negros. Inclou les províncies d'Aklan, Antique, Capiz, Guimaras, Iloilo i Negros Occidental. El centre administratiu és la ciutat d'Iloilo.
- Visayas Centrals o Regió VII. Comprèn les illes de Cebú i Bohol i la meitat oriental de la de Negros. Inclou les províncies de Bohol, Cebú, Negros Oriental i Siquijor. El centre administratiu és la ciutat de Cebu.
- Visayas Orientals o Regió VIII. Comprèn les illes de Leyte i Samar. Inclou les províncies de Biliran, Leyte, Leyte Meridional, Samar, Samar Oriental i Samar Septentrional. El centre administratiu és Tacloban, a la província de Leyte.